# История почты и почтовых марок Панамы
История почты и почтовых марок Панамы подразделяется на период её нахождения в составе Колумбии и период независимости и выпуска собственных почтовых марок (с 1903 года). Республика Панама является членом Всемирного почтового союза (ВПС; с 1904). В качестве национального почтового оператора выступает компания исп. Correos de Panamá.

## Развитие почты
Во времена, когда территория Панамы принадлежала Колумбии и до вступления последней в 1881 году в ВПС, перевозка писем, отправляемых из Панамы за границу, осуществлялась более чем 60 транспортно-экспедиционными агентствами либо через почтовые отделения при консульствах Великобритании и Франции.
После обретения независимости Панама была включена в ВПС 11 июня 1904 года.
В 1921 году состоялось присоединение Панамы к Почтовому союзу американских государств, Испании и Португалии (UPAEP). 1 октября 1937 года Испанией был введён в обращение американско-испанский ответный купон (Cupón-respuesta americoespañol). Он распространялся в странах этого почтового союза, включая Панаму, до 29 февраля 1956 года.
В современных условиях за почтовое обслуживание в стране отвечают компания Correos de Panamá и Национальное управление почт и телеграфов (Dirección Nacional de Correos y Telégrafos).

## Выпуски почтовых марок

### В составе Колумбии

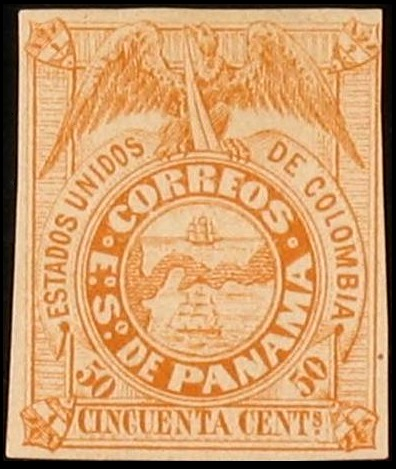
Марка Колумбии для Панамы, 1878 г.

История почты началась в XIX веке, когда Панама являлась одним из штатов Колумбии (1830—1903). В 1878 году специально для Панамы в почтовое обращение поступила серия из четырёх марок с изображением Панамского перешейка и надписями «CORREOS E. S. DE PANAMA» («Почта суверенного штата Панама») и («Соединённые штаты Колумбии»). Марки были напечатаны литографским способом как на тонкой, так и на толстой бумаге. Марки этого выпуска считаются первыми почтовыми марками Панамы.
С 1887 года на территории штата Панама использовались колумбийские почтовые марки с надпечатками.

### Независимость
После провозглашения 3 ноября 1903 года независимости Панамы уже 10 ноября в обращение вышли почтовые миниатюры с выполненными вручную надпечатками «Republica de Panama» («Республика Панама») и «Panama» («Панама») на выпусках прежних лет. Насчитывается десять разных типов таких надпечаток, выполненных краской чёрного, красного, фиолетового и прочих цветов. В декабре того же года почтовое ведомство новой республики эмитировало почтовые марки с надпечатками, выполненными типографским способом. Надпечатки на марках, помимо центральной почты, делали почтовые конторы в Панаме, Колоне и Бокас-дель-Торо. Серии марок с надпечатками оставались в обращении в течение 1903—1905 годов. Лишь в 1906 году панамская почтовая администрация выпустила первые оригинальные почтовые марки с текстом «Republica de Panama» («Республика Панама»).
До 1945 года всего было эмитировано чуть более 300 почтовых марок.
В 1950-е — 1960-е годы правительство Панамы договорилось о выпуске панамских марок с филателистическими дельцами, в результате чего филателистический рынок мира заполнили многочисленные почтовые выпуски Панамы самой разной тематики, с преобладанием спортивных и космических тем. При этом новые марки и почтовые блоки выпускались очень малыми тиражами. Международная федерация филателии объявила значительное число таких выпусков «вредными» изданиями, включило их в так называемый «чёрный список ФИП» и запрещает экспонировать их на филателистических выставках.
В 1957 году панамская почтовая администрация начала выпуск огромной серии, изображающей всех римских пап, но после выхода 12 почтовых марок под давлением филателистических организаций была вынуждена отказаться от дальнейшей реализации этой программы.

## Другие виды почтовых марок

### Авиапочтовые
Авиапочтовые марки были впервые выпущены Панамой в 1929 году. В 1930 году вышла в обращение первая серия стандартных авиапочтовых марок. На марках надпись: «Correo aereo» («Авиапочта»).

### Марки спешной почты
Панама выпустила четыре специальные марки для спешной почты.

### Доплатные
В Панаме с 1903 года по 1930 год были в почтовом обращении доплатные марки. Всего вышло 8 таких марок.

### Заказные
В 1904 году в Панаме были выпущены заказные марки для оплаты почтового сбора за заказное письмо. Помимо номинала и даты, на марках было указано название государства «Republica de Panama», надпись «Correos» («Почта») и международно признанный знак заказного почтового отправления — буква «R» (от фр. «Recommandé» — «Заказное»). Их дизайн предусматривал свободное место, куда вписывался порядковый номер письма, то есть они одновременно служили заказными ярлыками.

### Марки для ценных писем
Панамская почта также выпускала марки для ценных писем. Всего с 1887 по 1963 год вышло 53 таких марки.

### Марки для писем с опозданием
Панамой были выпущены четыре специальные марки для писем, отправляемых после закрытия почтовых учреждений, то есть доставляемых с опозданием.

### Марки для извещения о получении
В Панаме эмитировались специальные марки для извещения о получении с аббревиатурой исп. «AR» («Извещение о получении»).

Другие виды почтовых марок Панамы
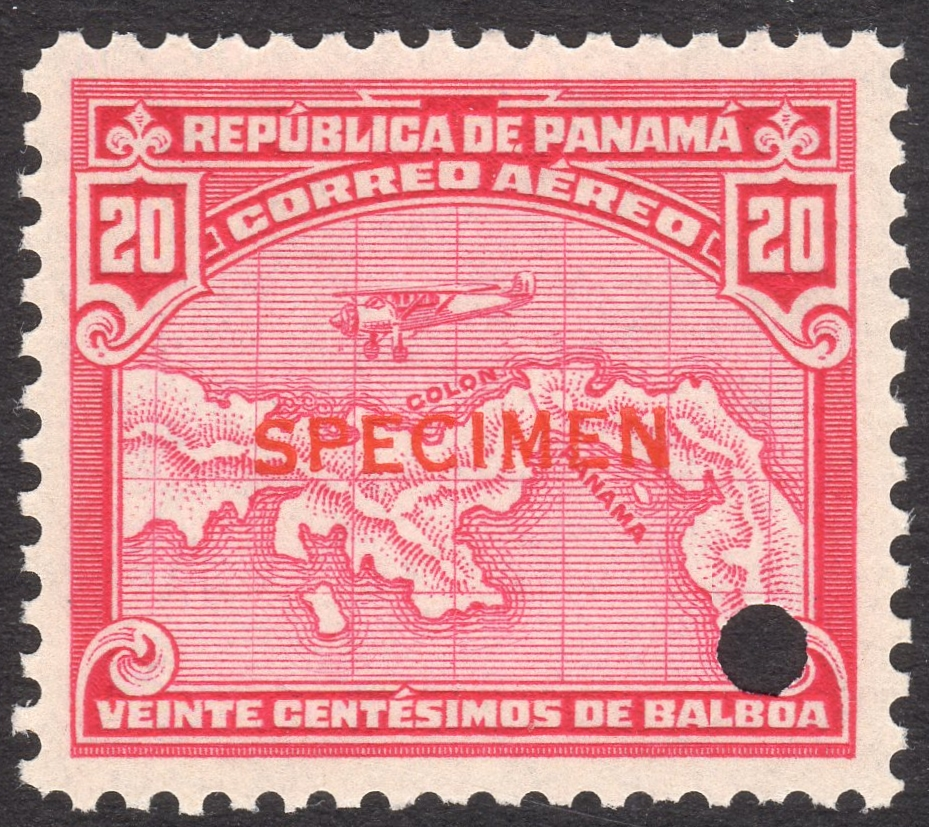
Авиапочтовая марка (образец), 1930
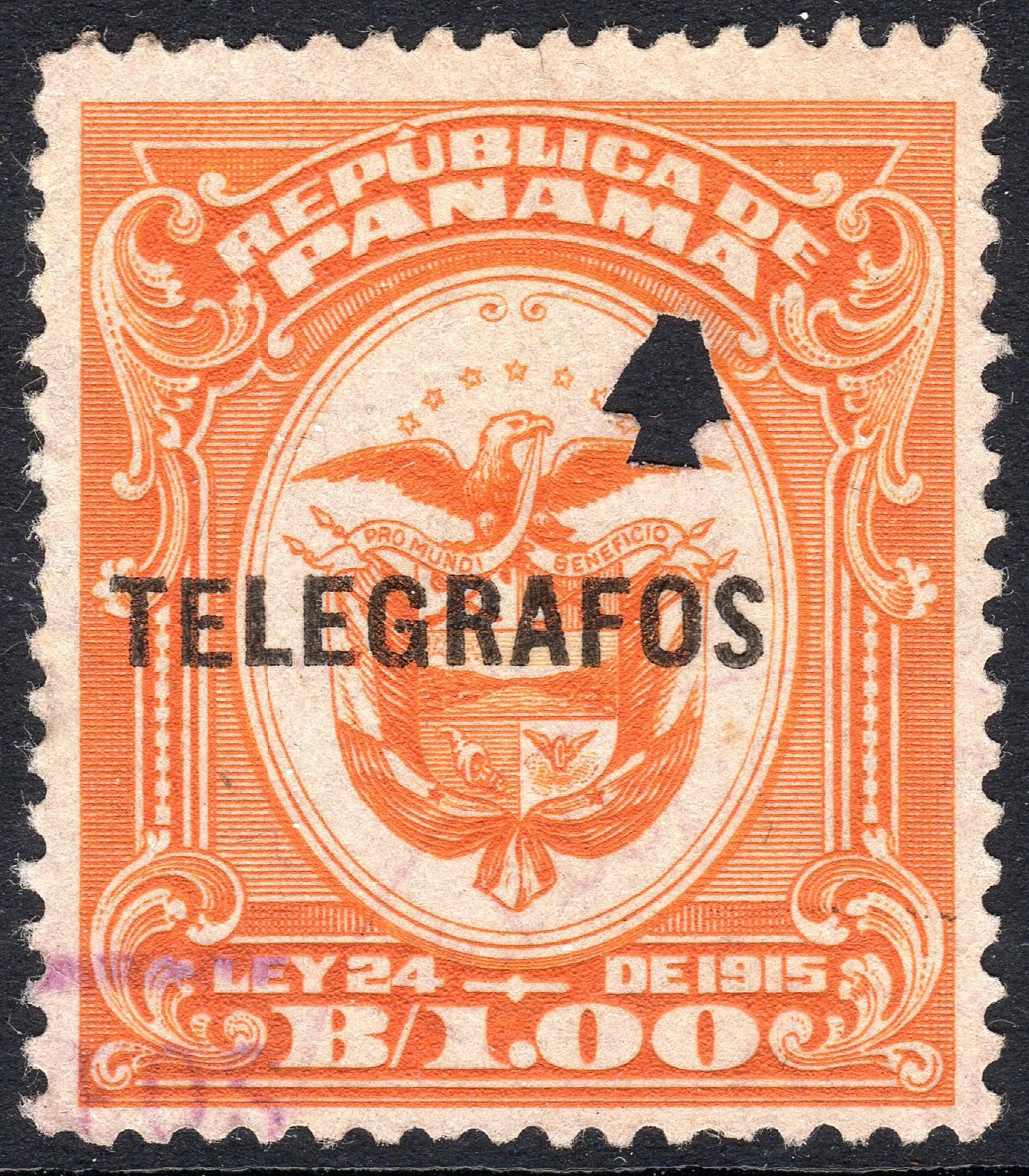
Телеграфная марка, 1919
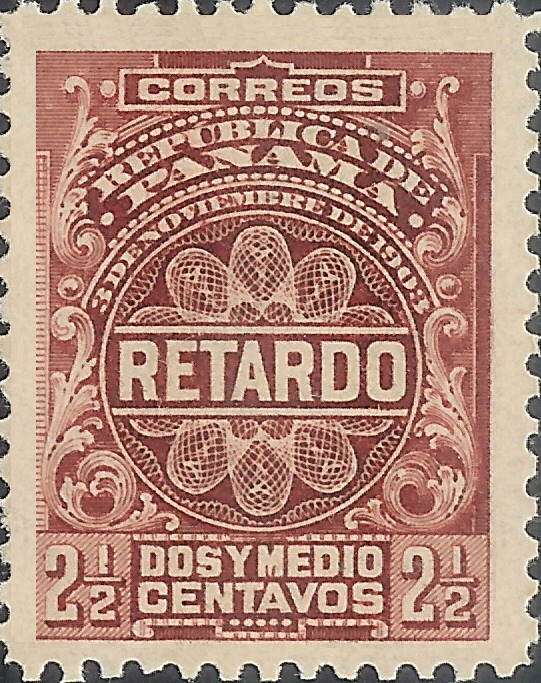
Штрафная марка для писем с опозданием, 1903
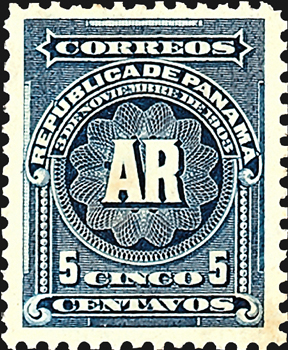
Марка для извещения о получении, 1904

## Новоделы
Имеются новоделы первых почтовых марок Панамы выпуска 1878 года.

## Ошибки на марках Панамы
Выпущенная в 1915 году доплатная марка номиналом 2 сентаво содержит сюжетную ошибку: текст на марке гласит «Fuerte de San Lorenzo» («Форт Сан-Лоренсо»), тогда как в реальности на ней изображён форт Сан-Жеронимо (Fuerte de San Jerónimo) в Портобело.

## Коллекционирование
Коллекционеров, интересующихся филателистическими материалами Панамы, объединяет COPAPHIL (англ. Colombia-Panama Philatelic Study Group — Группа по изучению филателистических материалов Колумбии и Панамы), созданная в июле 1983 года и являющаяся аффилированным членом (№ 142) Американского филателистического общества с августа 1985 года.